# Гэй, Тайсон
Тайсон Гэй (англ. Tyson Gay; род. 9 августа 1982, Лексингтон, Кентукки) — американский легкоатлет, спринтер. Основные легкоатлетические виды — бег на 100 и 200 метров. Благодаря личным рекордам Тайсон Гэй является третьим быстрейшим спринтером в истории на дистанции 100 метров и шестым быстрейшим в беге на 200 метров с результатами соответственно 9,69 с. (рекорд Соединённых Штатов) и 19,58 с.
Обладатель многочисленных медалей на главных международных соревнованиях, в числе которых — золотые медали в беге на 100 и 200 метров и в эстафете 4×100 на чемпионате мира в Осаке 2007 года. Тайсон Гэй — второй спринтер в истории после Мориса Грина, одержавший победы в беге на 100, 200 метров и эстафете 4×100 на одном чемпионате мира. Во время отборочных соревнований перед Олимпийскими играми 2008 года установил рекорд США в беге на 100 метров с результатом 9,77 с., а также пробежал 100 метров со вторым временем в истории (9,69 с.) но при этом скорость попутного ветра составила 4,1 метров в секунду (скорость попутного ветра, допустимая ИААФ для официального рекорда, не должна превышать 2,0 м/с).
На тех же отборочных соревнованиях Тайсон Гэй получил серьёзную травму в беге на 200 метров. Травма помешала ему выиграть медали на Олимпийских Играх в Пекине. В качестве участника проекта «Вера» («Project Believe») Антидопингового агентства США (USADA) Тайсон Гэй регулярно подвергается антидопинговой проверке.

## Детство
Тайсон Гэй родился 9 августа 1982 года в городе Лексингтон, штат Кентукки. Единственный сын Дэйзи Гэй и Грэга Митчелла. Спорт был важной частью жизни семьи; бабушка Тайсона Гэя выступала в беге за университет Восточного Кентукки; его мать Дэйзи также в юности принимала участие в соревнованиях. Старшая сестра Тайсона Гэя, Тиффани, была неплохим спринтером и успешно выступала в школе. Тиффани и Тайсон, поощряемые матерью, занимались бегом при каждой возможности, упорно тренируясь в школе и совершая пробежки по холмам в окрестностях их дома. Между братом и сестрой было острое соперничество, и Тайсон Гэй позже рассказал, что отличная стартовая реакция его сестры вдохновила его на совершенствование.

## Любительская карьера
Обладая невысокой стартовой реакцией, Тайсон упорно тренировался, чтобы её улучшить, и установил рекорд стадиона Лафейеттской средней школы (Lafayette High School) в беге на 200 метров. С тренером Кеном Нортингтогном, бывшим чемпионом штата в беге на 100 ярдов, Тайсон Гэй начал работать над своей техникой и ритмом бега. К выпускному году он был уже более состоявшимся атлетом и сосредоточился на 100 метрах, выиграв чемпионат штата в этом виде и установив новый рекорд чемпионата — 10,60 с. Несмотря на это, его мать говорила, что он не полностью использует свои возможности. Кроме того, Тайсон не был хорошим студентом и не смог набрать баллов, необходимых для поступления в спортивный колледж высшего разряда (Division I). Однако в июне 2001 года он ещё раз проявил свои возможности на чемпионатах среди средних школ штата Кентукки: он выиграл золото в беге на 100 метров, установив свой новый личный рекорд и рекорд штата — 10,46 с., рекорд, который держится до сих пор. В беге на 200 метров он завоевал серебро с личным рекордом 21,23 с. В 2001 году на соревнованиях по легкой атлетике Тайсон Гэй познакомился с тренером Лансом Броманом и принял решение поступать в Колледж Бартона (Barton County Community College). Здесь Тайсон Гэй познакомился со спринтершей из Ямайки Вероникой Кэмпбелл-Браун, после чего они стали тренироваться вместе.
Переход в колледж в городе Грейт-Бенд, штат Канзас, ознаменовал дальнейший прогресс Тайсона Гэя: в 2002 году его личные рекорды на 100 и 200 метров при попутном ветре достигли 10,08 и 20,21 с. соответственно. Его официально зафиксированные личные рекорды также улучшились до 10,27 с. и 20,88 с. на 200 метров. Он продолжал выигрывать, победив в беге на 100 метров в соревнованиях среди колледжей с двухгодичным курсом обучения. В этих же соревнованиях в следующем году при попутном ветре Гэй взял бронзу в беге на 100 метров с результатом 10,01 с. и серебро на 200 метров с результатом 20,31 с. Травмы преследовали Тайсона до конца 2003 года, и его тренер Броман принял решение приступить к обязанностям тренера по спринту в Университете Арканзаса. Тайсон Гэй решил последовать за своим тренером и присоединиться к знаменитой любительской легкоатлетической программе университета; в течение предыдущих десяти лет Арканзас доминировал на всех соревнованиях по легкой атлетике на открытых стадионах и в закрытых помещениях, проводимых Национальной ассоциацией студенческого спорта (NCAA).

### Национальный дебют
Гэй начал изучать социологию и маркетинг, и университет предоставил возможность 22-летнему спринтеру выступать на соревнованиях NCAA. На соревнованиях для мужчин по легкой атлетике в закрытых помещениях под эгидой NCAA в марте Тайсон Гэй был четвёртым в беге на 60 метров с результатом 6,63 с. и пятым в беге на 200 метров с 20,58 с. (он уступил второму месту лишь две сотые секунды). Соревнования для мужчин по легкой атлетике на открытых стадионах в июне оказались намного более удачными для Гэя — он стал первым чемпионом Арканзаса в соревнованиях NCAA на 100 метров, установив рекорд университета 10,06 с. Кроме того, его участие в соревнованиях помогло легкоатлетической команде Арканзаса выиграть Чемпионат NCAA.
Результаты, показанные Тайсоном Гэем в отборочных соревнованиях на Олимпийские Игры 2004 года, подтвердили его статус восходящей звезды в беге на 200 и 100 метров. Хотя он не дошел до финала ни в одном из этих двух видов, он в условиях острой конкуренции смог пробиться в полуфинал бега на 100 метров и установил личный рекорд в предварительном забеге в беге на 200 метров — 20,07 с. Травма, полученная в результате обезвоживания, помешала Гэю принять участие в финале бега на 200 метров, но он не рассматривал эти соревнования как упущенную возможность, скорее как трамплин для его будущих достижений: «Я был сосредоточен на выступлении за команду, сделал все, что смог, и это хороший опыт — как я должен заботиться о своем теле.» В конце года журнал «Новости легкой атлетики» (Track and Field News) отдал ему восьмое место среди лучших спринтеров Соединенных Штатов в беге на 100 метров и четвёртое место среди спринтеров на 200 метров, при этом он был моложе всех спортсменов, занявших в этом рейтинге более высокое место, что стало свидетельством его потенциала как спринтера.
Последний год, когда Тайсон Гэй выступал как любитель, начался для спортсмена удачно: он установил личный рекорд и рекорд университета с результатом 6,55 с. в беге на 60 метров. Он помог университетской команде одержать ещё одну победу в соревнованиях по легкой атлетике на открытых стадионах под эгидой NCAA, установив новый личный рекорд 19,93 с. в предварительном забеге на 200 метров и заняв третье место в финале. Его партнер по тренировкам и друг Уоллес Спирмон занял первое место с результатом 19,91 с.— в этом году его результат и результат Тайсона Гэя (19,93 с.) стали вторым и третьим самым быстрым временем в беге на 200 метров в мире. Оба они приняли участие в эстафете 4×100 вместе с Майклом Грантом и Омаром Брауном и победили с рекордом Арканзаса в 38,49 с. В июне 2005 года Тайсон Гэй принимает решение стать профессиональным атлетом, поставив перед собой цель попасть в команду США по легкой атлетике в беге на 200 метров на Чемпионат мира в Хельсинки.

## Профессиональная карьера

### Дебютный сезон

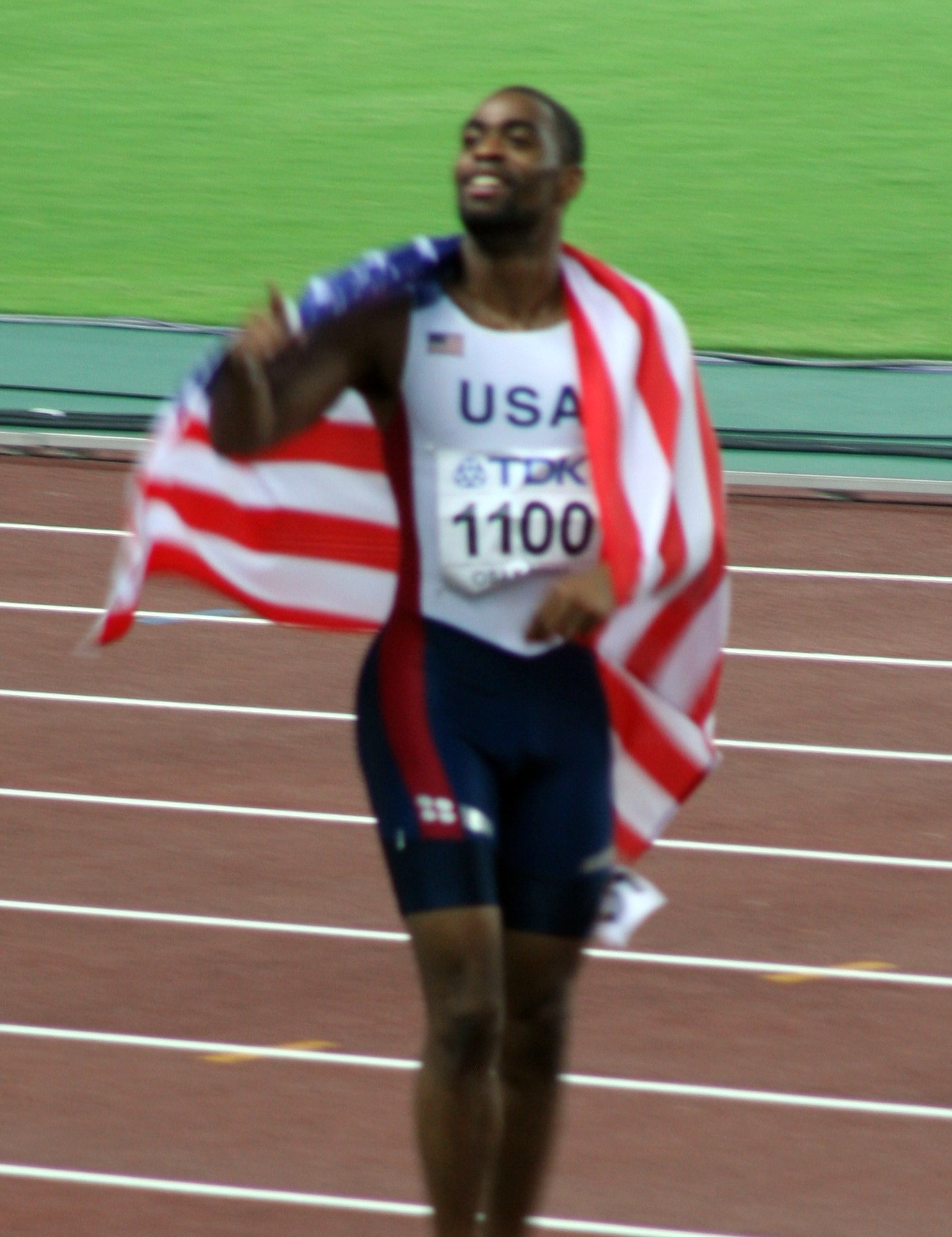
Гэй после победы в беге на 100 метров на чемпионате мира по легкой атлетике 2007-го года в Осаке.

Став профессионалом, Тайсон Гэй принял участие в соревнованиях США на открытых стадионах, где завоевал серебро в беге на 200 метров с результатом 20,06 с. Он попал в команду в беге на 200 метров на Чемпионат мира в Хельсинки 2005 года и занял в нём четвёртое место, проиграв трем своим соотечественникам (Джастину Гэтлину, Спирмону и Джону Кэйплу). Впервые спортсмены одной страны заняли все четыре первых места на соревновании чемпионата. Гэй стал одним из участников эстафеты 4×100, но из-за неудачной передачи эстафетной палочки на этапе Марди Скэйлза и Леонарда Скотта команда была дисквалифицирована. Позднее в том же месяце Тайсон Гэй ненадолго вернулся в бег на 100 метров и установил рекорд сезона 10,08 с. на Гран-при Риети.
Тайсон Гэй закончил сезон 2005 года на оптимистической ноте, выиграв золотую медаль в беге на 200 метров на Мировом легкоатлетическом финале, и эта победа принесла ему первый официальный титул чемпиона. Его результат 19,96 с. стал его вторым лучшим результатом того года и четвёртым результатом сезона в мире. Он продолжил выступления с целью победить всех трех американских спринтеров, которым уступил на чемпионате мира, став первым атлетом, победившим Гэтлина в беге на 200 метров в этом сезоне. Но не только конкуренты доставляли беспокойство Тайсону Гэю — его тренеру Броману были предъявлены обвинения в ряде преступлений, совершенных им во время его работы в Колледже Бартона и Арканзасском Университете. Он помог некоторым атлетам получить денежные субсидии, на которые они не имели права. Суд, на котором дал показания и Тайсон Гэй, постановил, что Броман виновен, и, в результате два титула NCAA, полученные им в Арканзасе, и все результаты бега Гэя в колледже были аннулированы. Ни одному из атлетов не были предъявлены обвинения. Хотя Броман был помещен в тюрьму на 10 месяцев, он продолжил тренировать Гэя, периодически совершенствуя свою программу и технику тренировок.

### Спринтер двух видов
В сезоне 2006 года Тайсон Гэй впервые поднялся на вершину рейтинга легкоатлетов. В 2006 году он стал чемпионом США на открытых стадионах при неблагоприятных обстоятельствах: в условиях сильного встречного ветра Гей первоначально занял второе место с результатом 10,07 с., но победитель Гэтлин был позднее дисквалифицирован из-за злоупотребления стероидами. Тайсон Гэй значительно улучшил свой личный рекорд на 200 метров — на более чем две десятые секунды во время Гран-при ИААФ в Лозанне. Однако его результата 19,70 с. было недостаточно, чтобы победить новичка соревнований Хавьера Картера, который пробежал со вторым лучшим результатом в мире 19,63 с. Последовал прогресс в беге на 100 метров — Тайсон Гэй выиграл соревнование по легкой атлетике в городе Ретимнон и устанавливал новый личный рекорд — 9,88 с. Гэй ещё раз выбежал из 10 секунд в беге на 100 метров с результатом 9,97 с. на Гран-при Стокгольма, заняв второе место после Асафы Пауэлла и победив в Лондоне в беге на 200 метров с результатом 19,84 с. Гэй продолжал улучшать свои результаты в беге на 100 метров, установив свой личный рекорд 9,84 с. на Золотой Лиге ИААФ в Цюрихе, но этого было недостаточно, чтобы победить Пауэлла, который повторил свой собственный мировой рекорд 9,77 с.

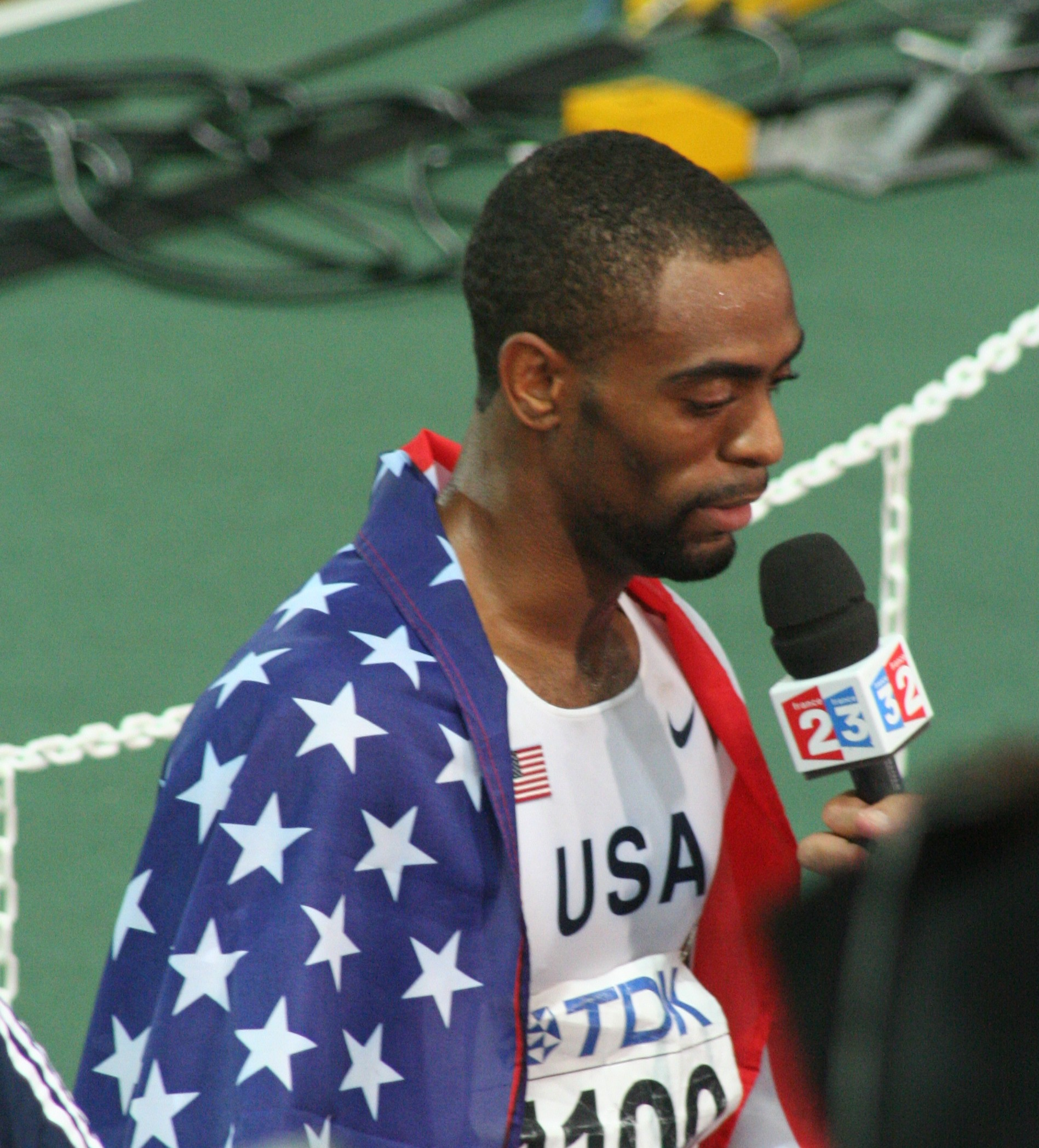
Тайсон Гэй даёт интервью в Осаке.

Выступление Тайсона Гэя в беге на 200 метров в 2006 году на Мировом легкоатлетическом финале в Штутгарте стало кульминацией этого очень успешного для него года. Он стал чемпионом финала с новым личным рекордом 19,68 с., разделив это звание с бегуном из Намибии Фрэнки Фредериксом. Тайсон Гэй был рад, что Фредерикс присутствовал на соревнованиях, и видел, как был повторен его личный рекорд: «Бежать с таким временем перед глазами Фрэнки — это честь. Он тот, кем я восхищаюсь и как атлетом, и как человеком.» Гэй также выиграл бронзовую медаль в беге на 100 метров, прибежав позади Пауэлла и Скотта. Однако Гэй показал, на что он способен в беге на 100 метров, в Кубке мира ИААФ 2006 года, взяв золото с результатом 9,88 с. В конце сезона, когда Гэтлин был отстранен от соревнований, Тайсон Гэй доминировал в рейтинге «Новостей Легкой атлетики» 2006 года, победив в шести из семи самых быстрых 100-метровых забегов (Скотт был третьим в этом рейтинге), и в четырёх из лучших шести забегов на 200 метров (за Картером и Спирмоном). Кроме того, он был вторым быстрейшим бегуном на 100 метров в мире в этом году, уступив только мировому рекордсмену Пауэллу. Доказав, что он способен блестяще выступать и в 100, и в 200 метрах, Гэй размышлял о своем развитии как спринтера:

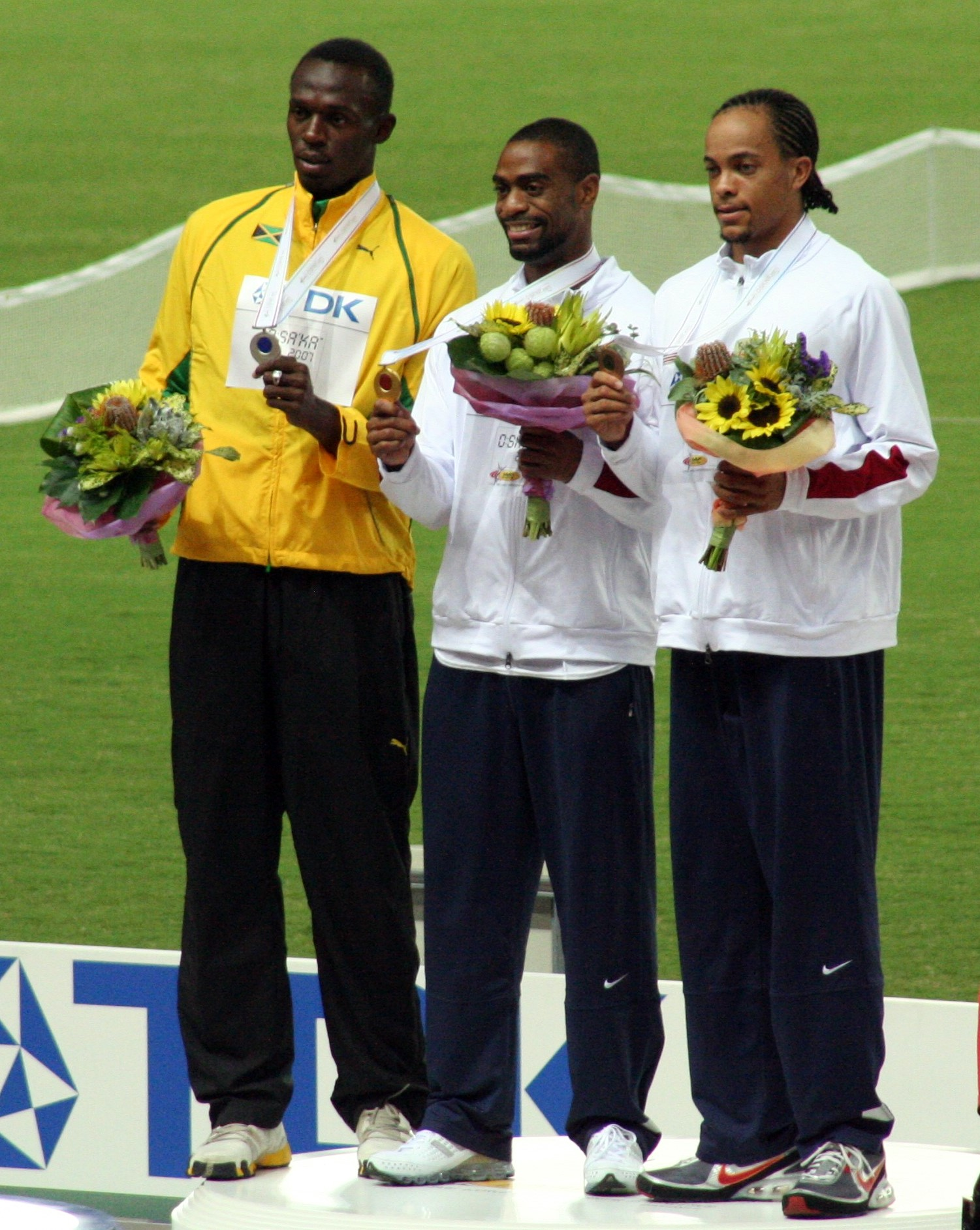
Тайсон Гэй (в центре) получает золотую медаль чемпионата мира вместе с Усэйном Болтом (слева) и Уоллесом Спирмоном (справа).

Мне трудно выбрать, какой вид мой любимый. Некоторые люди говорят, что я лучше бегаю 200, чем 100 метров. [Но] ты получаешь титул «второго самого быстрого человека» или «самого быстрого человека в мире». Я думаю именно поэтому я больше люблю 100 метров.Тайсон Гэй, Lexington Herald-Leader

### Дорога к чемпионату мира в Осаке
Так как Броман все ещё отбывал наказание в тюрьме, Тайсон Гэй начал работать с новым тренером — золотым медалистом Олимпийских игр Джоном Драммондом. Драммонд был известен своим быстрым стартом, и Гэй надеялся, что он поможет ему улучшать его стартовую реакцию. Целью Тайсона Гэя стало бросать вызов господству рекордсмена Пауэлла в беге на 100 метров. Он начал сезон 2007 года на открытых стадионах с двух забегов с попутным ветром за 9,79 с. и 9.76 с. Второе время было зафиксировано с ветром, всего лишь на 0.2 м/с превосходящим позволенную норму, и это время превосходило рекорд Пауэлла 9,77 с.
На Национальном чемпионате США Тайсон Гэй повторил свой личный рекорд на 100 метров — 9,84 с. со встречным ветром. Этот результат стал рекордом чемпионата и вторым быстрейшим результатом на 100 метров со встречным ветром после 9,82 с. За ним последовал новый личный рекорд на 200 метров в финале, и снова со встречным ветром. Его результат 19,62 с. был вторым быстрейшим в истории; только результат Джонсона 19,32 с. на Олимпийских Играх в Атланте 1996 года был выше. Тайсон Гэй был очень рад этому достижению, но отметил, что конкуренция все ещё очень сильна: «Я не думал ни о каком времени. Я пытался оторваться от Спирмона с такой скоростью, какой мог». Тайсон Гэй провел небольшой период времени, восстанавливаясь в рамках подготовки к чемпионату мира 2007 года в Осаке, Япония. Он возвратился на беговую дорожку в Европе и, в то время как погодные условия были неблагоприятны, выиграл 200 метров в Лозанне с результатом 19,78 с. и победил в соревнованиях на 100 метров в Шеффилде и Лондоне. Он предвкушал возможностью противостоять Пауэллу на чемпионате мира: оба спринтера ни разу не потерпели поражения в том году, и Гэй отметил, что он готов к этому вызову.
ИААФ описала финал на 100 метров в Осаке, их первую встречу в этом году, как «наиболее ожидаемое сражение сезона». Тайсон Гэй победил с результатом 9,85 с., опередив Деррика Аткинсона и прибежавшего третьим Пауэлла, и стал новым чемпионом мира в беге на 100 метров. Хотя это был первый важный титул американца в беге на 100 метров, он уважительно отзывался о Пауэлле:
Мы долго с нетерпением ждали этого поединка. И я думаю, что, так или иначе, мы оба победители. Асафа провел сильный бег. Он рекордсмен мира, в то время как я являюсь самым быстрым в этом году, и теперь я чемпион мира... Он взял бронзу на сей раз, но он может вполне выиграть золото в следующем году в  Пекине...Я думаю, что в течение этого года я останусь самым быстрым человеком в мире.Тайсон Гэй, IAAF
Тайсон Гэй удвоил число золотых медалей в беге на 200 метров. Он пробежал с новым рекордом чемпионата 19,76 с., обогнав Усэйна Болта и Спирмона. Болт сказал в интервью, что проиграл более сильному атлету: «Меня победил Номер 1 в мире. В настоящий момент он непобедим.». Только Морис Грин и Гэтлин прежде выигрывали оба спринта в чемпионате, но Гэй нацелился на третье золото в эстафете 4 * 100. Ямайская команда, в составе которой бежали Болт и Пауэлл, оказала упорное сопротивление американцам. Они установили национальный рекорд, но этого было мало, чтобы победить команду Соединенных Штатов, которая пробежала с лучшим результатом сезона в мире — 37,78 с. Тайсон Гэй вместе с Дарвисом Паттоном, Спирмоном и Лероем Диксоном выиграл третью золотую медаль. Этот тройной золотой трофей повторил успех Мориса Грина в 1999 году на чемпионате мира в Севилье 1999 года и Карла Льюиса в 1983 и 1987 годах.
Несмотря на многочисленные победы Тайсона Гэя на беговой дорожке, достижения не изменили его — он остался скромным и благодарным своим соперникам. В ноябре 2007 года он был выбран Лучшим атлетом мира по версии ИААФ, и в его благодарственной речи он отдал дань соперникам, сказав, как высоко он ценит ямайца Пауэлла. Он также старался избегать сравнения с его великими предшественниками, сказав: «Я искренне полагаю, что должен установить мировой рекорд, как некоторые из великих спринтеров, таких как Карл Льюис, Морис Грин. Я думаю, что это разные вещи — иметь медали и обладать мировым рекордом.» В конце сезона Гэй был выбран «Новостями Легкой атлетики» лучшим атлетом года (2007) (возглавив годовой рейтинг как самый быстрый спринтер на 200 и 100 метров), а также ему была присуждена премия Гаррисона Дилларда как ведущему американскому спринтеру.

### Олимпийские Игры 2008 года в Пекине
После выхода Бромана из тюрьмы, в период межсезонья, Тайсон Гэй начал подготовку к Олимпийским Играм в Пекине, работая одновременно и с Броманом, и с Джоном Драммондом. Вернувшись к соревнованиям в мае, он выиграл бег на 200 метров в Кингстоне, взял золото в обоих спринтах на соревнованиях Adidas Track Classic и прибежал вторым в беге на 100 метров в Гран-при Reebok с результатом 9,85 с. Однако теперь у Тайсона Гея появился новый сильный конкурент Усэйн Болт; на Гран-при Reebok Болт победил Гея с новым мировым рекордом 9,72 с. Тайсон Гэй осознавал, что чтобы победить Болта и Пауэлла на Олимпийских Играх, ему понадобится установить новый мировой рекорд; он стремился к результату не хуже 9,70 с. В свете того, что атлеты показывали такие высокие результаты, американское антидопинговое агентство (USADA) решило противостоять наркотикам, повышающим физические силы атлета, с помощью проекта «Вера» (Project Believe), программы допинг-контроля. Допинг-скандал, связанный с лабораторией BALCO, и дисквалификация высококлассных атлетов, включая Гэтлина и Марион Джонс, нанесли вред общественному мнению о спринте, и USADA привлекло к работе Тайсона Гэя, чтобы на его примере доказать, что атлеты, не употребляющие допинг, могут выступать вполне успешно.

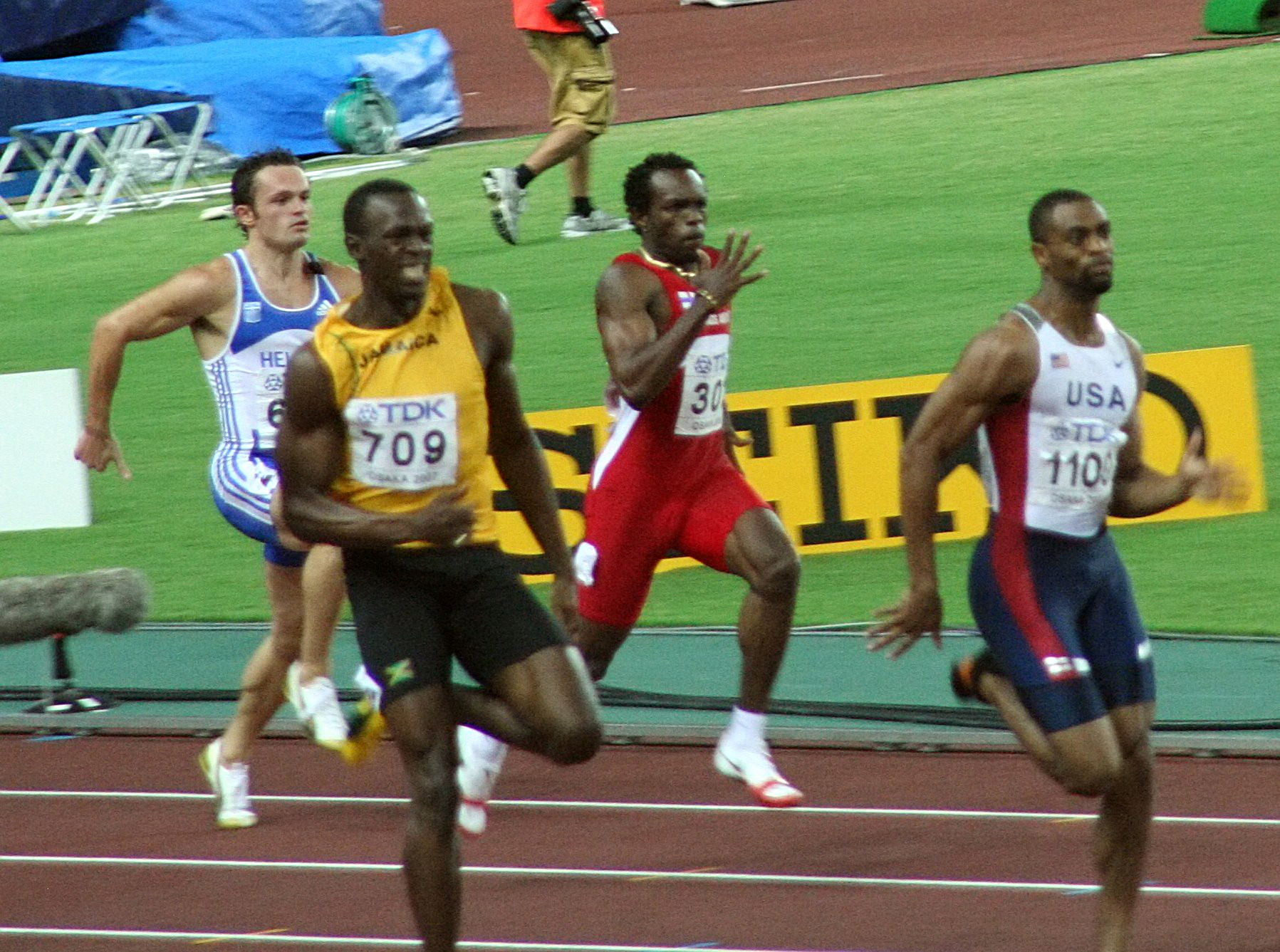
Тайсон Гэй лидирует в беге на 200 метров; (слева направо) Анастасиос Гусис, Усэйн Болт и Чуранди Мартина.

Будучи фаворитом квалификации в беге на 100 и 200 метров во время отборочных соревнований на Олимпийские Игры, Тайсон Гэй очень хорошо выступил в забегах. После ошибочного судейского решения в первом раунде соревнований, которое чуть не заставило его пропустить квалификацию, Гэй решил удвоить свои усилия и выиграл четвертьфинал на 100 метров с новым рекордом США — 9,77 с. То, что он побил девятилетний рекорд Мориса Грина, сделало Тайсона Гэя третьим самым быстрым спринтером на 100 метров в истории, после Болта и Пауэлла. IВ финале на следующий день, Гэй прибежал первым с результатом 9,68 с. при попутном ветре (+4,1 м/с). Это было самое быстрое в истории легкой атлетики время в беге на 100 метров при любых погодных условиях, улучшившее рекорд 9,69 с., который Обэдили Томпсон установил 12 годами ранее. Бег на 200 метров стал существенной неудачей для Гэя, поскольку он получил травму в отборочных забегах и впоследствии был исключен из участия в этом соревновании на Олимпийских Играх. Травма продолжала беспокоить Тайсона в течение нескольких недель, и он не принял участия в нескольких последующих соревнованиях, чтобы окончательно поправиться к Олимпийским Играм.
Тайсон Гэй вернулся на беговую дорожку в Пекине, но травма снизила его шансы на успех в беге на 100 метров, поэтому Болт и Пауэлл были фаворитами в этом виде. С нетерпением ожидаемый финал с участием Гэя, Болта и Пауэлла не состоялся, поскольку Тайсон Гэй не смог выйти из полуфинала. Занявший пятое место с результатом 10,05 с., Тайсон Гэй отрицал, что все ещё травмирован, утверждая при этом, что травма помешала ему придерживаться необходимого графика тренировки.
Последовало дальнейшее разочарование, когда американская команда во главе с Тайсоном Гэем в эстафете 4 × 100 не смогла отобраться в финал. Дарвис Паттон и Гэй не смогли передать эстафетную палочку в забеге. Гэй взял на себя ответственность за потерянную палочку, но Паттон не согласился с ним, сказав: «Тайсон Гэй — скромный парень, но я знаю, что это была моя задача передать ему палочку, и я с ней не справился.» Заявив о своем желании выиграть четыре золотые медали Олимпиады в начале года, Тайсон Гэй закончил Олимпийские Игры 2008 года без единой медали. Не отобравшись в финал спринта на 100 метров и в финал эстафеты, он размышлял о том, почему не мог взойти на пьедестал в Пекине: «[Я почувствовал палочку] я хотел схватить её, но там ничего не было. Вот что случилось со мной во время Олимпийских Игр.»
Тайсон Гэй завершил сезон в Европе, победив в беге на 200 метров в Гейтсхеде, но из-за травмы не смог принять участие в Золотой лиге вместе с Болтом и Пауэллом.

### Сезон 2009 года
Гэй возвратился в соревнования по легкой атлетике после сезона в закрытых помещениях, установив в мае свой новый личный рекорд в беге на 400 метров — 45,57 с. В первом соревновании сезона в беге на 200 метров на Гран-при Reebok он устанавливал личный рекорд и рекорд соревнования 19,58 с. Это был третий результат за всю историю бега на 200 метров, после результата Болта и мирового рекорда Джонсона. После забега на чемпионате США на 100 метров с попутным ветром (3,4м/с), в котором он показал время 9,75 с., Тайсон заявил, что он мог бы побить мировой рекорд, если бы улучшил технику бега. Рекордсмен Болт возразил ему, сказав, что установить рекорду Тайсону Гею будет трудно, так как «он лучше бегает 200 метров». На Золотой лиге в июле Гей превзошел лучший результат сезона Асафы Пауэлла (9,88 с.) и показал результат 9,77 с., повторив установленный им рекорд США. Этот результат превзошел лучший результат сезона в мире Усэйна Болта 9,86 с.
Первым соревнованием на чемпионате мира 2009 в августе был бег на 100 метров. Выбежав из 10 секунд в двух предварительных забегах, Тайсон Гэй попал в финал вместе с ямайскими спринтерами Болтом и Пауэллом. Он установил новый рекорд США 9,71 с., показав третье самое быстрое время в истории, но вынужден был довольствоваться вторым местом, уступив свой титул чемпиона в беге на 100 метров Болту, который улучшил мировой рекорд на 0,11 с., установив его на отметке 9,58, но после чемпионата мира Гэй и Пауэлл встретились в Шанхае на стометровке, которую Тайсон пробежал за 9.69, показав второй результат в истории.

## Допинг
14 июля 2013 года, перед чемпионатом мира в Москве, было объявлено про положительный допинг-тест, который был взят у Гэя 23 июня 2013 года на чемпионате США по легкой атлетике. Спортсмен был дисквалифирован не на два года, а на один год до 23 июня 2014 года. USADA аннулировала все результаты Гэя с 15 июля 2012 года, когда он впервые применил запрещённые вещества. Он вернул серебряную медаль, полученную в эстафете 4×100 м на Олимпийских играх 2012 года. Компания Адидас расторгла спонсорский контракт с легкоатлетом.

## Личная жизнь
У Тайсона Гэя и Шошаны Бойд была дочь Тринити, которая родилась в 2001 году. 16 октября 2016 года Тринити была убита в перестрелке в Лексингтоне. Он любил проводить время с дочерью и племянницей Дестин. В то время как Броман был в тюрьме за мошенничество, Гэй заботился о жене тренера и его дочери Его мать Дэйзи вышла замуж за Тима Лоу в 1995 году и воспитывает младших брата и сестру Тайсона, Сета и Холи Лоу..
Будучи ребенком, Тайсон Гэй посещал баптистскую церковь, и когда он возвращается домой, он посещает церковные службы. Вера важна для него как на беговой дорожке, так и вне её: «Я религиозный человек, я действительно верю в мой дар, данный Богом, и в то, что я могу совершить неожиданное. Я верю, что я могу установить рекорд, или приблизиться к нему, или выиграть медаль.» Его часто характеризуют как скромного и уважительного спортсмена, чем он отличается от предыдущих американских спринтеров мирового класса.
У Тайсона Гэя заключены спонсорские контракты с компаниями Adidas, Omega SA, McDonald’s и Sega.

## Достижения
Тайсон Гэй является обладателем рекорда США в беге на 100 метров с результатом 9,69 с., что делает его вторым самым быстрым спринтером в истории после Усэйна Болта. Его результат 19,58 с. делает его пятым самым быстрым бегуном в истории на 200 метров. В 2006 году Гэй был участником эстафеты 4 × 100, где американская команда (Тайсон Гэй, Каарон Конрайт, Уоллес Спирмон и Джейсон Смутс) показала шестой результат за всю историю эстафеты — 37,59 с. и установила рекорд Кубка мира ИААФ в Афинах. Его комбинация результатов спринта (вычисляется путём сложения личных рекордов спортсмена в беге на 100 и 200 метров) 9,84 с. и 19,62 с., показанная в 2007 году, была лучшим комбинированным результатом в истории спринта, установленным на одном соревновании в течение двух дней.

### Личные рекорды
| Вид        | Время (в секундах) | Место                     | Дата                  |
| ---------- | ------------------ | ------------------------- | --------------------- |
| 60 метров  | 6,55               | Фейетвилл, Арканзас, США  | 11 февраля 2005 года  |
| 100 метров | 9,69               | Шанхай,Китай              | 20 сентября 2009 года |
| 150 метров | 14,51              | Манчестер, Великобритания | 15 мая 2011 года      |
| 200 метров | 19,58              | Нью-Йорк, США             | 30 мая 2009 года      |
| 200 метров | 19,41              | Манчестер, Великобритания | 16 мая 2010 года      |
| 400 метров | 44,89              | Гейнсвилл (Флорида), США  | 17 апреля 2010 года   |

- По информации ИААФ[107]

### Соревнования
| Год  | Чемпионат                              | Место                | Результат       | Вид              | Время (в секундах) |
| ---- | -------------------------------------- | -------------------- | --------------- | ---------------- | ------------------ |
| 2005 | Чемпионат мира 2005                    | Хельсинки, Финляндия | 4-й             | 200 м            | 20,34              |
| 2005 | Мировой легкоатлетический финал 2005   | Монте-Карло, Монако  | 1-й             | 200 м            | 19,96              |
| 2006 | Мировой легкоатлетический финал 2006   | Штутгарт, Германия   | 3-й             | 100 м            | 9,92               |
| 2006 | Мировой легкоатлетический финал 2006   | Штутгарт, Германия   | 1-й             | 200 м            | 19,68              |
| 2006 | Кубок мира ИААФ 2006                   | Афины, Греция        | 1-й             | 100 м            | 9,88               |
| 2007 | Чемпионат мира по лёгкой атлетике 2007 | Осака, Япония        | 1-й             | 100 м            | 9,85               |
| 2007 | Чемпионат мира по лёгкой атлетике 2007 | Осака, Япония        | 1-й             | 200 м            | 19,76              |
| 2007 | Чемпионат мира по лёгкой атлетике 2007 | Осака, Япония        | 1-й             | Эстафета 4×100 м | 37,78              |
| 2008 | Летние Олимпийские игры 2008           | Пекин, Китай         | 5-й (полуфинал) | 100 м            | 10,05              |
| 2008 | Летние Олимпийские игры 2008           | Пекин, Китай         | дисквалификация | Эстафета 4×100 м | дисквалификация    |
| 2009 | Чемпионат мира по лёгкой атлетике 2009 | Берлин, Германия     | 2-й             | 100 м            | 9,71               |
| 2009 | Гран-при Шанхая 2009                   | Шанхай, Китай        | 1-й             | 100 м            | 9,69               |
| 2009 | Мировой легкоатлетический финал 2009   | Салоники, Греция     | 1-й             | 100 м            | 9,88               |